# Лондонское общество антиквариев
Лондонское общество антиквариев (англ. Society of Antiquaries of London; SAL) — национальное историко-археологическое научное и благотворительное общество Великобритании, основанное в 1707 году под названием «Общество антиквариев» (Society of Antiquaries). Согласно Королевской хартии (Royal charter) 1751 года, на членов общества возложено было «поощрение, продвижение и содействие изучению и познанию древностей и истории этой и других стран».
Общество вместе с Королевской академией художеств и четырьмя другими научными обществами Великобритании располагается в Бёрлингтон-хаусе — палладианском особняке на улице Пикадилли в Лондоне, которым владеет правительство, и является зарегистрированной благотворительной организацией.

## История
Великобритания как государство возникло в 1707 году в результате Акта о союзе между Англией и Шотландией. Это событие, повлекшее всплеск интереса к национальной истории, привело, в том числе, и к возникновению «Общества антиквариев». Среди основателей общества был антикварий Джон Талман. Первым секретарём общества был Уильям Стьюкли.
Организация, учреждённая в поддержку национальных музеев, библиотек и галерей, долгое время была основным хранилищем древних артефактов, графики, редких книг, манускриптов и картин.
Полноправные члены общества известны были как «товарищи» (fellows) и имеют право использовать в своей подписи постноминальные буквы FSA (англ. Fellow of the Society of Antiquaries). Стипендиаты избираются действующими членами общества, и для избрания они должны «отлично разбираться в древностях и истории этой и других стран» и «желать способствовать чести, бизнесу и вознаграждениям Общества».
В обществе сохраняется весьма избирательная процедура выборов по сравнению со многими другими научными обществами. Номинации на стипендию могут поступать только от действующих членов общества и должны быть подписаны как минимум пятью и максимум двенадцатью существующими стипендиатами, удостоверяя, что, исходя из их личных знаний, кандидат станет достойным членом. Затем выборы происходят анонимным голосованием, и чтобы добиться успеха, кандидат должен добиться соотношения двух голосов «за» на каждый голос «против», поданный участниками голосования. Таким образом, стипендия рассматривается как признание значительных достижений в области археологии, древностей, истории и культурного наследия страны.
По состоянию на 2022 год в обществе насчитывается около 3300 человек.